# Совјетска подморница K-129 (1960)
K-129 је, као део Пројекта 629A (NATO RN: Голф II), била подморница на дизел-електрични погон а у Совјетској Пацифичкој флоти, једна од шест стратешких балистичних ракетних подморница Пројекта 629 прикључена 15. подморничкој ескадрили са седиштем у Морнаричкој бази „Рибачиј” — под командом контраадмирала Рудолфа А. Голосова.